# Fiat Fiorino
Fiat Fiorino er en bilmodel fra den italienske bilfabrikant Fiat Automobiles, som har været i produktion siden 1977. De to første generationer fandtes som kassevogn og pickup. Den tredje generation er siden 2008 blevet produceret som kassevogn og leisure activity vehicle sammen med de identiske modeller Peugeot Bipper og Citroën Nemo fra PSA Peugeot Citroën hos Tofaş i Bursa, Tyrkiet og blev i 2009 valgt til Van of the Year.
I 2013 tilkom med Fiat Fiorino Furgao en yderligere model som kassevogn i Brasilien.

## Fiorino (type 127/147, 1977−1987)
Den første generation af Fiorino, som blev bygget mellem oktober 1977 og december 1987, var baseret på Fiat 147, den brasilianske version af Fiat 127, med en bagtil påmonteret varekasse. Fiorino blev fremstillet på fabrikken i Betim, Brasilien. Motoren var de første år på 0,9 liter med 33 kW (45 hk) og gav bilen en topfart på 125 km/t. Nyttelasten var ca. 360 kg.
I januar 1980 fik modellen nogle mindre modifikationer. Motoren var nu på 1,0 liter med 37 kW (50 hk), og kofangerne var nu fremstillet af kunststof.
Samtidig med et yderligere sideløbende med 127 gennemført facelift i foråret 1982 tilkom en dieselversion med 33 kW (45 hk).
Firmaet Weinsberg lavede en autocamperudgave af Fiorino.
- Fiat Fiorino (1980–1982)
- Fiat Fiorino (1982–1987)

## Fiorino (type 146, 1988−2013)
Den anden generation af Fiorino, som kom på markedet i januar 1988, var bygget på platformen fra den brasilianske Fiat Uno, og fandtes i tre teknisk set meget forskellige underserier:
Frontpartiet på den mellem starten af 1988 og foråret 1992 byggede første serie var frem til B-søjlen optisk identisk med Uno, ligesom kabineudstyret. Teknikken var derimod stort set uændret i forhold til første generation. Det tekniske forbillede var den brasilianske udgave af Uno (Uno CS) med bagakslen fra Fiat 127, som kunne kendes på den høje motorhjelm hvorunder reservehjulet lå. Ligesom før var hele undervognen og drivlinien overtaget direkte fra forgængeren. Dermed var fjederben, foraksel samt den tværliggende bladfjeder og de trapezformede tværled magen til Fiat 147.
- Fiat Fiorino Pick-up (1988–1992)
- Bagfra

Til den mellem foråret 1992 og slutningen af 1993 byggede anden serie blev den gamle teknik igen genbrugt. Karrosseriet havde fået et facelift med front og optiske træk fra Uno II. Forlygter, forskærme, motorhjelm, kølergrill og andet kunne dog i Europa kun findes på Fiorino, og var dermed ikke identisk med den europæiske Uno. Disse dele stammede fra Uno CS, som i denne form kun blev bygget i Brasilien. Kabinen beholdt designet fra Uno I.
- Fiat Fiorino (1992–1993)
- Bagfra
- Fiorino med lukket påbygning

Den tredje serie, bygget mellem 1994 og 2013, havde såvel teknik fra type 147 som designmæssige træk fra Uno I. Akselafstanden og bilens længde voksede en smule, undervognen og akselgeometrien fortil havde nu teknik fra Uno mens bagakslen stadigvæk var stiv og ophængt på to langsliggende bladfjedre, hvilket bidrog til forbedring af køreegenskaberne. Den udvendige form var stort set uændret i forhold til anden serie; disse senere modeller kan ofte kendes på det forhøjede tag og den let modificerede kassepåbygning. De glaserede hhv. gennemsigtige dele på siden af bilen havde nu kun to flader pr. side i stedet for fire. Sene eksemplarer af tredje serie fik en ny kølergrill med kun én tværstribe. Kabinen i tredje serie fik udstyr fra Uno II.
Opbygningsvarianterne omfattede en lukket varekasse, en varekasse med vinduer og en pickup. Sidstnævnte er relativt sjælden og efterspurgt. Der blev også bygget autocampere på basis af Fiorino.
Motorprogrammet omfattede ud over en 1,7-liters dieselmotor forskellige benzinmotorer på mellem 1,1 og 1,6 liter. Da Fiorino primært var en håndværkerbil, var dieselversionen, som i de sidste modelår også kunne fås med turbo og 46 kW (63 hk), den mest solgte.
- Fiat Fiorino (1994–2013)

I december 2001 ophørte produktionen af Fiorino-serien i Europa, hvor den blev afløst af Fiat Doblò (kassevogn) hhv. Fiat Strada (pickup).
I Brasilien blev Fiorino i modificeret form fortsat produceret til Sydamerika frem til 2013 og herefter afløst af Fiorino Furgao.

### Tekniske data
| Model         | Cylindre | Slagvolume cm³ | Max. effekt kW (hk) / omdr. | Drejningsmoment Nm / omdr. | Motorkode | 0-100 km/t sek. | Topfart km/t | Byggeår     |
| ------------- | -------- | -------------- | --------------------------- | -------------------------- | --------- | --------------- | ------------ | ----------- |
| Benzinmotorer |          |                |                             |                            |           |                 |              |             |
| 1.1           | 4        | 1108           | 40 (55) / 5600              | 78 / 3500                  | 146A9000  |                 | 132          | 1988 − 1992 |
| 1.3           | 4        | 1301           | 49 (67) / 5500              | 101 / 2500                 | 146A5000  |                 | 140          | 1988 − 1993 |
| 1.4           | 4        | 1372           | 49 (67) / 5500              | 108 / 3000                 | 146D5000  | 22,5            | 142          | 1994 − 2001 |
| 1.6           | 4        | 1581           | 55 (75) / 5750              | 123 / 3250                 | 146C6000  | 14,0            | 150          | 1994 − 2001 |
| Dieselmotorer |          |                |                             |                            |           |                 |              |             |
| 1.7 DS        | 4        | 1697           | 44 (60) / 4500              | 101 / 3000                 | 149B3000  |                 |              | 1988 − 1993 |
| 1.7 DS        | 4        | 1697           | 42 (57) / 4600              | 98 / 2900                  | 146B2000  | 24,0            | 128          | 1994 − 2001 |
| 1.7 TD        | 4        | 1697           | 46 (63) / 4500              | 118 / 3000                 | 146D7000  |                 | 140          | 1997 − 2001 |

## Fiorino/Qubo (type 225, 2008−)
Siden februar 2008 har Fiat under navnet Fiorino fremstillet et nyt leisure activity vehicle, som er mindre end Fiat Doblò. Bilen bygges i Bursa, Tyrkiet af firmaet Tofaş og sælges også som Citroën Nemo og Peugeot Bipper.
Den nye Fiat Fiorino tilhører uden påsat kasse nu klassen af leisure activity vehicle's. I øjeblikket findes den i tre varianter: Som kassevogn (uden sideruder fra B-søjlen), kombi (med sideruder fra B-søjlen) og som personbil (med sideruder bag B- og i C-søjlen). Personbilsversionen sælges af Fiat under navnet Fiat Qubo, hos Citroën hedder den Nemo Multispace og hos Peugeot Bipper Tepee.
Kassevogn og kombi findes i udstyrsvarianterne Basis og SX. Den i oktober 2008 introducerede personbil (Fiat Qubo) findes i udstyrsvarianterne Active, Dynamic og Trekking.
Alle kassevogns- og kombiversioner kan mod merpris leveres i offroad-look "Adventure". Standardudstyr i samtlige versioner er ABS med elektronisk bremsekraftfordeling (EBD), førerairbag, servostyring, automatisk lyslængderegulering, sidelister, integrerede hjulkapsler, forberedelse for montering af bilradio (kabler, højttalere og antenne) samt tæppebeklædt varerumsgulv. SX-modellen har derudover el-justerbare og -opvarmelige sidespejle, skydedøre bagi, separat aflåseligt lastrum, fjernbetjent centrallåsesystem og automatisk dørlåsning under kørslen (fra 5 km/t), fralægningsrum i dørene, el-ruder, førersæde med armlæn, højdejusterbart sæde med lændehvirvelstøtte, højdejusterbart rat, udetemperatursensor og aftagelig indvendig lastrumsbelysning.
Til ekstraudstyret og tilbehøret hører: Passagerairbag og sideairbags, parkeringssensorer, bilradio med mp3-afspiller, Bluetooth®-system med stemmestyring, opvarmeligt førersæde, tagræling, drejeligt beskyttelsesgitter og meget mere.
Noget ekstraudstyr leveres kun i pakker, som f.eks. manuelt klimaanlæg som kun fås i en såkaldt Audio-klima-pakke sammen med cd-afspiller. Last-pakken indeholder tågeforlygter, bagagerumsnet, parkeringshjælp bagpå og tagræling. Kun farven Polarhvid fås uden merpris.
I slutningen af 2009 tilkom en naturgasversion af Qubo med den fra CNG-versionerne af Panda Classic og Punto kendte 1,4-litersmotor og naturgastank på 13 kg.
I juli 2016 fik modellen et optisk facelift.
- Fiat Qubo (2008−2016)
- Bagfra
- Fiat Fiorino kassevogn (2008−2016)
- Fiat Fiorino kassevogn (2016−)

### Tekniske data
|                                                | 1.4                 | 1.4                 | 1.4 Natural Power                   | 1.3 Multijet/HDi             | 1.3 Multijet/HDi             | 1.3 Multijet/HDi          | 1.4 HDi                   |  |
| Byggeperiode                                   | 2008−2015           | 2015−               | 2009−                               | 2008−2015                    | 2015−                        | 2010−                     | 2008−2010                 |  |
| Motordata                                      |                     |                     |                                     |                              |                              |                           |                           |  |
| Motorfabrikat                                  | PSA                 | Fiat                | Fiat                                | Fiat                         | Fiat                         | Fiat                      | PSA                       |  |
| Motortype                                      | R4-benzinmotor      | R4-benzinmotor      | R4-benzinmotor                      | R4-dieselmotor               | R4-dieselmotor               | R4-dieselmotor            | R4-dieselmotor            |  |
| Antal ventiler pr. cylinder                    | 2                   | 2                   | 2                                   | 4                            | 4                            | 4                         | 2                         |  |
| Ventilstyring                                  | OHC, tandrem        | OHC, tandrem        | OHC, tandrem                        | DOHC, kæde                   | DOHC, kæde                   | DOHC, kæde                | OHC, tandrem              |  |
| Fødesystem                                     | Multipoint          | Multipoint          | Multipoint                          | Commonrail                   | Commonrail                   | Commonrail                | Commonrail                |  |
| Trykladning                                    | –                   | –                   | –                                   | Turbolader, ladeluftkøler    | Turbolader, ladeluftkøler    | Turbolader, ladeluftkøler | Turbolader, ladeluftkøler |  |
| Køling                                         | Vandkøling          | Vandkøling          | Vandkøling                          | Vandkøling                   | Vandkøling                   | Vandkøling                | Vandkøling                |  |
| Boring × slaglængde                            | 75,0 × 77,0 mm      | 72,0 × 84,0 mm      | 72,0 × 84,0 mm                      | 69,6 × 82,0 mm               | 69,6 × 82,0 mm               | 69,6 × 82,0 mm            | 73,7 × 82,0 mm            |  |
| Slagvolume                                     | 1360 cm³            | 1368 cm³            | 1368 cm³                            | 1248 cm³                     | 1248 cm³                     | 1248 cm³                  | 1398 cm³                  |  |
| Kompressionsforhold                            | 10,5:1              | 11,1:1              | 11,1:1                              | 16,8:1                       | 16,8:1                       | 16,8:1                    | 17,9:1                    |  |
| Maks. effekt ved omdr./min.                    | 54 kW (73 hk) 5200  | 57 kW (77 hk) 6000  | 57/51 kW (77/69 hk) 6000            | 55 kW (75 hk) 4000           | 59 kW (80 hk) 4000           | 70 kW (95 hk) 4000        | 50 kW (68 hk) 4000        |  |
| Maks. drejningsmoment ved omdr./min.           | 118 Nm 2600         | 115 Nm 3000         | 115/104 Nm 3000                     | 190 Nm 1500                  | 190 Nm 1500                  | 200 Nm 1500               | 160 Nm 1750               |  |
| Kraftoverførsel                                |                     |                     |                                     |                              |                              |                           |                           |  |
| Drivende hjul                                  | Forhjul             | Forhjul             | Forhjul                             | Forhjul                      | Forhjul                      | Forhjul                   | Forhjul                   |  |
| Gearkasse (standardudstyr)                     | 5-trins manuel      | 5-trins manuel      | 5-trins manuel                      | 5-trins manuel               | 5-trins manuel               | 5-trins manuel            | 5-trins manuel            |  |
| Gearkasse (ekstraudstyr)                       | –                   | –                   | –                                   | 5-trins automatiseret manuel | 5-trins automatiseret manuel | –                         | –                         |  |
| Præstationer                                   |                     |                     |                                     |                              |                              |                           |                           |  |
| Topfart                                        | 155 km/t            | 155 km/t            | 156/149 km/t                        | 155 km/t                     | 161 km/t                     | 170 km/t                  | 152 km/t                  |  |
| Acceleration 0-100 km/t                        | 15,2 sek.           |                     | 16,0/17,7 sek.                      | 15,2 sek.                    | 13,9 sek.                    | 11,9 sek.                 |                           |  |
| Brændstofforbrug pr. 100 km ved blandet kørsel | 6,6 liter Blyfri 95 | 6,9 liter Blyfri 95 | 6,8 liter Blyfri 95 4,4 kg Naturgas | 4,3/4,2 liter Diesel         | 4,0/3,8 liter Diesel         | 4,3 liter Diesel          | 4,5 liter Diesel          |  |
| CO2-udslip ved blandet kørsel                  | 152 g/km            | 161 g/km            | 158/119 g/km                        | 113/112 g/km                 | 106/100 g/km                 | 106 g/km                  | 116 g/km                  |  |

1. 1 2 3 4 5 6 7  I benzindrift
2. 1 2 3 4 5 6 7  I naturgasdrift
3. 1 2 3 4  Med automatiseret gearkasse

### Lastrum
Lastrummet har en længde på 1,52 m (2,49 m med fremklappet passagersæde) og en bredde på 1,47 m. Afstanden mellem hjulkasserne er 1,04 m. Lastrummet har en højde på 1,18 m og en lastvolume på 2,5 m³. Med passagersædet klappet frem kan det øges til 2,8 m³. Bagpå er bilen udstyret med to asymmetisk delte (i forholdet 40:60), blændede fløjdøre, som kan åbnes op til 90° hhv. 180° hvilket letter af- og pålæsning. Den bageste åbning har en bredde på op til 1,14 m og en højde på op til 1,06 m. Derudover har Fiat Fiorino en kun 527 mm høj lastekant, som er den laveste i segmentet. Nyttelasten ligger på 610 kg, og anhængervægten på 600 kg med hhv. 400 kg uden bremser.

### Sikkerhed
Til sikkerhedsudstyret hører ABS med elektronisk bremsekraftfordeling (EBD), hydraulisk servostyring, skivebremser fortil, trepunktssikkerhedsseler med selestrammere og selekraftbegrænsere, førerairbag samt Deadlock-system (en tyverisikring som låser alle døre så de hverken kan åbnes indefra eller udefra). Passagerairbag, sideairbags og parkeringssensorer afrunder sikkerhedspakken.
Både ved af- og pålæsning og under kørslen øger den separate låsning af for- og bagdørene sikkerheden. Dermed er det muligt at have lastrummet åbent og førerkabinen aflåst samtidig, eller omvendt.
I modsætning til søstermodellerne fra Peugeot og Citroën har Qubo i udstyrsvarianten "Trekking" som standard ESP med bremseassistent, ASR, MSR og bjergigangsætningsassistent.
Ved en elgtest udført af det tyske ADAC i slutningen af april 2010 væltede Citroën Nemo, hvorfor PSA gav dieselmodellerne ESP-system som standardudstyr.
- Citroën Nemo Combi Comfort
- Bagfra
- Peugeot Bipper Tepee
- Bagfra

## Fiorino (type 327, 2013−)
Siden 2013 er der i Brasilien en ny model på basis af den nye Fiat Uno på markedet.